# 자유 선거

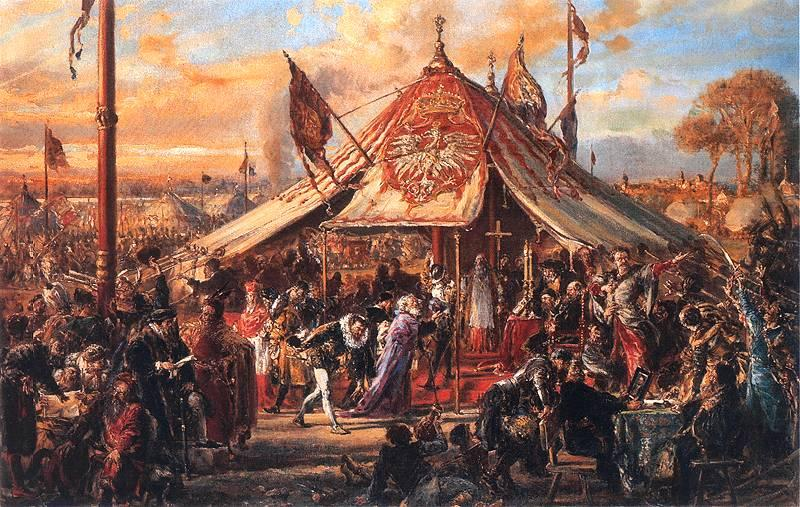
첫 폴란드 왕위 선거였던 1573년 헨리크 발레지의 국왕 선출. 얀 마테이코 작품.

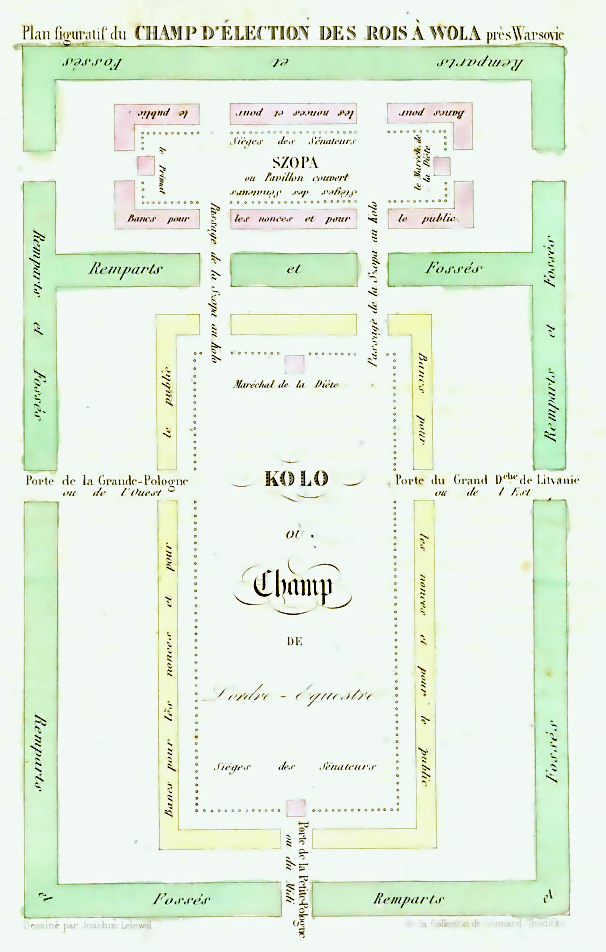
바르샤바 근교 보라에서 열린 폴란드 왕 선거회장의 플랜.

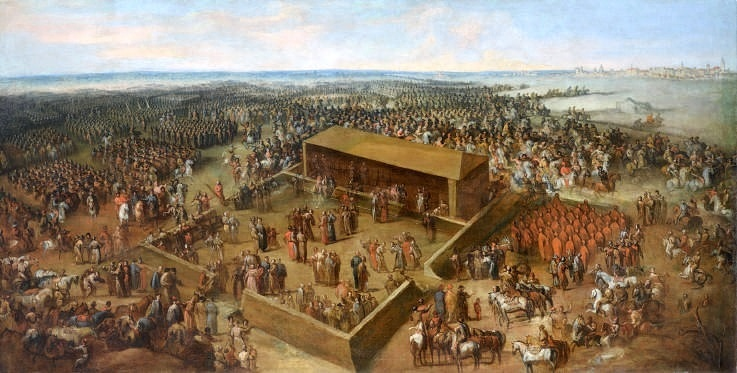
바르샤바 외곽 보라에서 열린 폴란드 왕 아우구스트 2세 강건왕의 선거 (1697년). 베르나르도 벨라토의 작품.

자유 선거(폴란드어: wolna elekcja)는 폴란드-리투아니아 연방에서 실시된 국왕을 혈통상의 권리가 아닌 개인적 자격에 의해 선출하기 위한 선거 제도이다. 1572년부터 1791년까지 실시했으나 1791년 5월 3일 헌법의 성립과 더불어 폐지되었다.

## 상세
국왕 선거의 실시는 1386년 리투아니아 대공 요가일라를 폴란드 제2왕조의 시조로써 폴란드 왕에 선출된 것이 첫 시초였다. 이 선거제 원리는 2세기 반에 걸쳐 계속된 야기에우워 왕조의 통치기간에도 영향을 미쳤으나, 새로운 통치자를 승인하는 정도의 의미 밖에 가지고 있지 않았다.
1572년 지그문트 2세 아우구스트가 후사를 남기지 않고 죽었기 때문에 야기에우워 왕조는 단절되었다. 공위 기간(interregnum)이 시작되자 연방의 존속에 불안을 느낀 정치계급(슐라흐타)은 새로운 왕을 미정한 채 아래의 약속에 합의했다. 즉, 주권을 국교인 로마 가톨릭 교회의 수석 대주교에게 넘겨주고, 인테레크스(interrex, 라틴어: 공위기간의 섭정)이 되는 것. 귀족의 조직인 콘페데라치아(폴란드어: konfederacja, 연맹)가 각 지역의 통치 임무를 인수받는 것. 그리고 1573년 성립된 "바르샤바 연맹"(Warsaw Confederation) 협약에 의해 국내의 다종교의 공존을 인정해 평화를 지키는 것 등이다. 그러나 가장 중요한 결정은 차기 국왕을 선거로 선택하고, 최종적으로 세임(sejm konwokacyjny)에 의해 승인하는 것이었다. 선거의 도입은 대법관(great chancellor)이며 헤트만(hetman)인 얀 자모이스키(Jan Zamoyski)를 중심으로 한 폴란드 남부 귀족들의 주도로 이루어져 선거권은 투표를 바라는 모든 남성 슐라흐타(귀족, 참정권자)에 주어지는 것으로 결정하였다.
귀족들은 각 지방(보이보드보)에서 투표를 실행하고, 지방에서 선출된 대의원(deputies)이 각 후보의 투표수를 세나트에게 전했다. 원로원 의장이 국왕의 선출을 포고하고, 수석 대주교가 새로운 왕에게 축복을 내렸다.
국왕선거는 바르샤바 교외의 비엘카보라(Wielka Wola, 현재 시가지의 서부, 보라 지구)에서 열렸다. 가장 불온한 선거는 1575년과 1587년의 선거로 지지자와 다른 귀족들 사이에서 언쟁이 일어났다. 선출과정이 끝나면 선거왕은 파크타 콘벤타(pacta conventa;라틴어:"협정의 승인")라고 부르는 자신이 국사행위에 관련해 스스로 따르는 상세한 계약을 선거인인 귀족들과 맺는 것을 의무로서 부과 받았다. 이 계약내용에는 최초의 선거왕이었지만 잠시 통치(자신의 형인 프랑스 왕 샤를 9세가 죽자 프랑스 왕위를 주장하며, 밤에 몰래 폴란드에서 도망쳐 프랑스로 갔다.)했던 앙리 드 발루아(Henri de Valois, 폴란드 이름은 헨리크 발레지(Henryk Walezy)의 이름에서 연유한 "헨리크 왕의 조항(폴란드어: artykuly henrykowskie)이라고 불리는 사항이 반드시 포함되어 있었다.
야기에우오 왕조 최후의 국왕이었던 지그문트 2세 아우구스트는 1529년 비벤테레게(vivente rege, 라틴어:"전 국왕의 생존중에" 차기 후계자를 결정하는 제도)에 의해 국왕으로 선출되었다. 1660년 경 얀 2세 카지미에시 바사의 왕비 루드비카 마리아 곤자가(Ludwika Maria Gonzaga)도 이 제도를 이용하려고 시도했다. 이 절차를 노리는 것은 국왕의 정치권력의 존속성을 높이고 왕권강화정책의 일환이기도 했다.
1697년 이후, 국왕선거는 외국군의 군사적 압력의 아래에서 실시되었기 때문에 "자유" 선거로써의 성격을 잃었다. 가장 많은 귀족들이 참가한 것은 1573년 최초의 선거로써 이때 4만 명~5만 명이 투표했다고 했다. 2번째 투표자 숫자가 많았던 것은 그 다음 1575년 선거였으나 12,000명이 참가했을 뿐이었다.
자유 선거는 국왕의 권위를 약하게 하고, 후보자의 지지를 둘러싼 각 선거구 중에서 다툼을 일으켜, 외국의 왕가가 폴란드 국내에 간섭할 수 있게 만들었다. 자유 선거의 폐지는 "4년 세임"(Four-Year Sejm)(1788년-1792년)가 5월 3일 헌법에서 단행한 중요한 개혁의 하나였다.
자유 선거는 폐지될 때까지 13번 실시되어 아래의 국왕을 선출하였다.
- 헨리크 발레지 (프랑스 출신, 재위 1573년 - 1574년)
- 안나 야기엘론카 (재위 1575년 - 1596년)
- 스테판 바토리 (헝가리 출신, 재위 1576년 - 1586년)
- 지그문트 3세 바사 (스웨덴 출신, 재위 1587년 - 1632년)
- 브와디스와프 4세 바사 (재위 1632년 – 1648년)
- 얀 2세 카지미에시 바사 (재위 1648년 – 1668년)
- 미하우 코리부트 비시니오비에츠키 (재위 1669년 – 1673년)
- 얀 3세 소비에스키 (재위 1674년 – 1696년)
- 아우구스트 2세 (작센 출신, 재위 1697년 – 1706년)
- 스타니스와프 레슈친스키 (재위 1704년 – 1709년)
- 아우구스트 2세 (작센 출신, 재위 1709년 – 1733년)
- 스타니스와프 레슈친스키 (재위 1733년 – 1736년)
- 아우구스트 3세 (작센 출신, 재위 1733년 – 1763년)
- 스타니스와프 아우구스트 포니아토프스키 (재위 1764년 – 1795년)

## 같이 보기
- 연합
- 세임
- 헨리크 조항
- 파크타 콘벤타
- 1791년 폴란드 5월 3일 헌법
- 비벤테 레제